# Bataille d'Emmaüs
Pour les articles homonymes, voir Emmaüs.
Révolte des Maccabées
Batailles
- Apollonios
- Beth Horon
- Emmaüs
- Beth Zur
- Beth Zacharia
- Adassa
- Dathema
- Élassa

La bataille d'Emmaüs est le troisième affrontement militaire de la révolte des Maccabées. Elle se déroule entre les forces juives dirigées par Judas Maccabée et les forces séleucides commandées par Ptolémée, Nicanor et Gorgias. Elle a  lieu en septembre 165 av. J.-C. à proximité de la ville d'Emmaüs. Des négociations entre les Hasmonéens et Lysias, alors responsable de l'ouest de l'empire séleucide, interviennent après la bataille d'Emmaüs.

## Contexte historique
La bataille d'Emmaüs se déroule trois ans après le déclenchement de la révolte des Maccabées. Antiochus IV n'a jusque-là pas porté une grande attention à la révolte en Judée. Il est occupé par de sérieux troubles à l'est de son empire. Ses satrapies orientales sont promptes à se révolter et sont soumises à la pression croissante des Parthes. Alors qu'il part pour une grande expédition vers les satrapies supérieures (au-delà du Tigre), Lysias prend en charge l'ouest de l'empire.
La bataille est décrite dans le premier livre des Maccabées (3.38-4.25) et dans le deuxième (8.8-29). Le nombre de combattants séleucides est évalué à 40 000 fantassins et à 7 000 cavaliers selon le premier livre des Maccabées, et à 200 000 soldats selon le deuxième livre des Maccabées. Les valeurs avancées ici sont largement exagérées. Elles reprennent en fait celles d'une bataille du roi David du premier livre des Chroniques  (19:18). Les forces séleucides — syriennes — sont ici assimilées à celles d'Aram — la Syrie. Le chiffre transmis par le second livre des Maccabées est plus modeste, mais il n'y a pas d'assurance qu'il soit plus correct.
Le premier livre des Maccabées décrit le déroulement de la bataille avec réalisme et avec une bonne connaissance du site. Son auteur a peut-être participé à la bataille. Par contre, il connaît mal la politique séleucide. Il présente la révolte en Judée comme la principale préoccupation d'Antiochus et attribue l'expédition dans les satrapies orientales à la nécessité de collecter des fonds pour mater la révolte en Judée. Le but de l'auteur est surtout de glorifier Judas.
Lysias, ou plus vraisemblablement Ptolémée, envoie Nicanor et Gorgias pour commander l'expédition séleucide. Le but de l'expédition est d'éliminer les rebelles juifs agissant dans les monts de Judée. Ptolémée est le stratège de Cœlé-Syrie et Phénicie. Nicanor est un officier de haut rang, peut-être le gouverneur d'un important district de la région, la Samarie par exemple. Gorgias sera plus tard le gouverneur de l'Idumée, il l'est peut-être déjà en 165. L'armée campe à Emmaüs. Les forces séleucides sont conscientes de la difficulté d'envahir les monts de Judée depuis la plaine. Le choix d'Emmaüs, à l'est de la vallée d'Ayalon, permet de disposer de plusieurs routes possibles le long des pentes des monts de Judée, dont la passe de Beth Horon. Les routes de la vallée d'Ayalon à la plaine côtière assurent une communication facile avec l'arrière. L'intention des forces séleucides est de sécuriser progressivement ces voies d'accès et d'atteindre le plateau au nord de Jérusalem sans être surpris par les forces rebelles, contrairement à l'armée de Séron lors de la bataille de Beth Horon. Ce camp permet aussi d'utiliser simultanément plusieurs routes afin d'éviter que l'armée tout entière ne soit attaquée par surprise.
Le camp séleucide est protégé par une fortification dont la nature n'est pas connue. Les camps des armées hellénistiques étaient généralement protégées au moins par une palissade, voire par des dispositifs plus compliqués tels que des fossés ou des remparts en terre. Des cavaliers surveillent le camp depuis des points d'observation. La logistique de l'armée est assurée par des marchands travaillant sous contrat.

## Déroulement de la bataille
Alors que les forces séleucides sont établies à proximité d'Emmaüs, une cérémonie est organisée par les forces juives à Mitzpah, un lieu d'assemblée traditionnel des Israélites. L'objectif est d'inspirer les combattants et de renforcer leur moral à la veille de la bataille. Le site de Mitzpah leur rappelle le passé de leur nation. Il se substitue à Jérusalem dont l'accès est devenu difficile. Lors de la cérémonie, des rouleaux de la Torah profanés sont présentés. On y apporte la dîme et les prémices que le Temple de Jérusalem ne peut plus collecter. En même temps, Mitzpah est proche de la région de Gophna qui offre un refuge en cas de danger.
Gorgias est probablement informé de la concentration des forces juives à Mitzpah. Il monte de nuit en direction de Mitzpah pour surprendre Judas, probablement via la passe de Beth Horon. Il est sans doute accompagné par l'élite des soldats de l'expédition séleucide. Le choix de cette attaque indirecte plutôt qu'une bataille rangée résulte de la conviction que les Juifs chercheront à éviter un affrontement frontal. Judas a en fait délibérément cherché à attirer une partie des forces séleucides hors du camp. Parallèlement, Judas quitte Mitzpah avec 3 000 hommes et se dirige vers Emmaüs. Judas installe son camp au sud d'Emmaüs. Il emprunte vraisemblablement une route passant par Abou Gosh, Neve Ilan (en) et Horvat Eqed (he). La distance de Mitzpah à Emmaüs via Beth Horon est de 23 km, contre  27 km par Neve Ilan.
Tandis que Gorgias découvre que les Juifs ont déjà quitté Mitzpah, Judas attaque le camp d'Emmaüs depuis le sud-est. Il passe par l'un des cols situés entre Emmaüs et Latroun d'où il domine le camp séleucide. Judas n'attaque pas le camp la nuit, compte tenu de la difficulté à coordonner une attaque de plusieurs milliers d'hommes dans l'obscurité. L'attaque se produit par surprise et les Juifs disposent d'une position en hauteur avantageuse. Les forces séleucides ne s'attendent visiblement pas à cette attaque, d'autant que Gorgias est censé être en train d'attaquer les Juifs à Mitzpah. La première confrontation a manifestement lieu sur les flancs de la crête entre Emmaüs et Latroun. Les gardes et les soldats des forces séleucides qui ont réussi à s'organiser pour le combat finissent par se replier dans le camp. Celui-ci est incendié par les forces juives, pour bien signifier que la bataille est perdue, notamment à Gorgias qui est toujours dans les collines.
Judas occupe ensuite le camp pour éviter que les forces séleucides ne se réorganisent à proximité d'Emmaüs. Ces dernières rejoignent Gezer, le fort séleucide le plus proche, à 7 km au nord-ouest, ainsi que l'Idumée et les villes de la côte (Yavné et Ashdod). Le nombre de morts attribué aux forces séleucides à la fin du récit de I Maccabées (3 000) n'est que le reflet du nombre de combattants juifs indiqué un peu plus haut.

## Conséquences
La réussite de la manœuvre de Judas à Emmaüs montre que les forces juives sont bien entrainées, bien coordonnées et sont capables d'évoluer rapidement sur un terrain difficile. Les deux ou trois premières années de la révolte ont été mises à profit pour organiser une force militaire. Dès décembre 165 av. J.-C., les Juifs reprennent le contrôle du Temple de Jérusalem.
L'échec de l'expédition séleucide marque un changement dans l'appréciation des autorités d'Antioche. Tant que le gros de l'armée est occupé à combattre dans les satrapies supérieures avec Antiochos IV, les forces militaires qu'on peut envoyer en Judée restent limitées. Lysias entame alors des négociations en octobre 165 av. J.-C. avec les Hasmonéens. Des pourparlers s'engagent entre Jean, sans doute le frère de Judas, et Lysias. Ces négociations durent pendant six mois, mais elles échouent malgré l'appui d'ambassadeurs romains de passage dans la région. L'intervention des ambassadeurs romains donne une reconnaissance officielle à Judas et l'encourage, lui et ses hommes, à poursuivre leur combat. L'objectif de Rome dans ces négociations semble surtout être d'affaiblir le royaume séleucide.